# Uztegui
Uztegui (Uztegi en euskera y de forma oficial) es una localidad española y un concejo de la Comunidad Foral de Navarra perteneciente al municipio de Araiz. 
Está situado en la Merindad de Pamplona, en la comarca de Norte de Aralar, y a 49 km de la capital de la comunidad, Pamplona. Su población en 2014 fue de 61 habitantes (INE), su superficie es de 3,538 km² y su densidad de población de 17,24 hab/km².

## Geografía física

### Situación
La localidad de Uztegui está situada en la parte occidental del municipio de Araiz a una altitud de 310 m s. n. m. Su término concejil tiene una superficie de 3,538 km² y limita al norte con el concejo de Azcárate; al este con el de Arriba-Atallo y el municipio de Betelu; al sur con los concejos de Inza y Gainzal y al oeste con la Comunidad e Amézqueta y Ordicia (Guipúzcoa).
|                                                    | Norte: Azcárate     |                              |
| Oeste: Comunidad e Amézqueta y Ordicia (Guipúzcoa) |                     | Este: Arriba-Atallo y Betelu |
|                                                    | Sur: Inza y Gainzal |                              |

## Demografía

### Evolución de la población
| Gráfica de evolución demográfica de Uztegui entre 2000 y 2010 |
|                                                               |
| Datos según el nomenclátor publicados por el INE.             |